# Cathédrale de l'Assomption de Bangkok
Cette  cathédrale n’est pas la seule cathédrale de l'Assomption.
La cathédrale de l'Assomption (en thaï : อาสนวิหารอัสสัมชัญ) est la principale église catholique de Thaïlande, située 23 Oriental Avenue, New Road, à Bangkok.

## Histoire
La cathédrale de l'Assomption est située dans le quartier historique des étrangers de Bangrak, à moins de 100 mètres de l'hôtel Mandarin Oriental et de l'ambassade de France. En 1809, le missionnaire français Pascal lance la construction. Elle est inaugurée en 1821 sous le règne du roi Rama II,. La cathédrale est dédiée à l'Assomption de Marie.
Tout au long de la seconde moitié du XIXe siècle, l'église joue un rôle important pour les missionnaires chrétiens arrivant à Bangkok, en particulier après 1860. La cathédrale fait partie d'une série de bâtiments qui hébergent le siège des Missions étrangères de Paris en Thaïlande. Le père Emile Auguste Colombet fonde le Collège de l’Assomption, repris ensuite par les Frères de l’Ordre de Saint-Gabriel, destiné à éduquer les classes moyennes-pauvres. Il devient, grâce au soutien financier du roi Rama V Chulalongkorn l’un des établissements les plus célèbres du royaume, et forme une bonne partie des élites thaïlandaises jusqu’à aujourd’hui.
De 1909 ou 1910, l'église subit une reconstruction importante. Elle est reconstruite dans le style roman entre 1910 et 1918 . L'église a une structure rectangulaire relativement haute avec un extérieur en brique rouge qui se détache sur ses bâtiments blancs environnants. Les hautes tours carrées flanquent l'entrée principale. À l'intérieur, un haut plafond orné de nombreuses décorations ornées. Les coûts de construction ont été largement couverts par un homme d'affaires chinois catholique, M. Low Khiok Chiang (également connu sous le nom de Jacobe) qui était propriétaire de la Kiam Hoa Heng & Company, une entreprise familiale Teochew établie à Bangkok.
En 1942, pendant la Seconde Guerre mondiale, des bâtiments voisins sont détruits par des bombardements. L'église est endommagée. Elle est ensuite restaurée peu de temps après, puis de nouveau dans les années 1980 et 1990. Des vitraux sont installés.

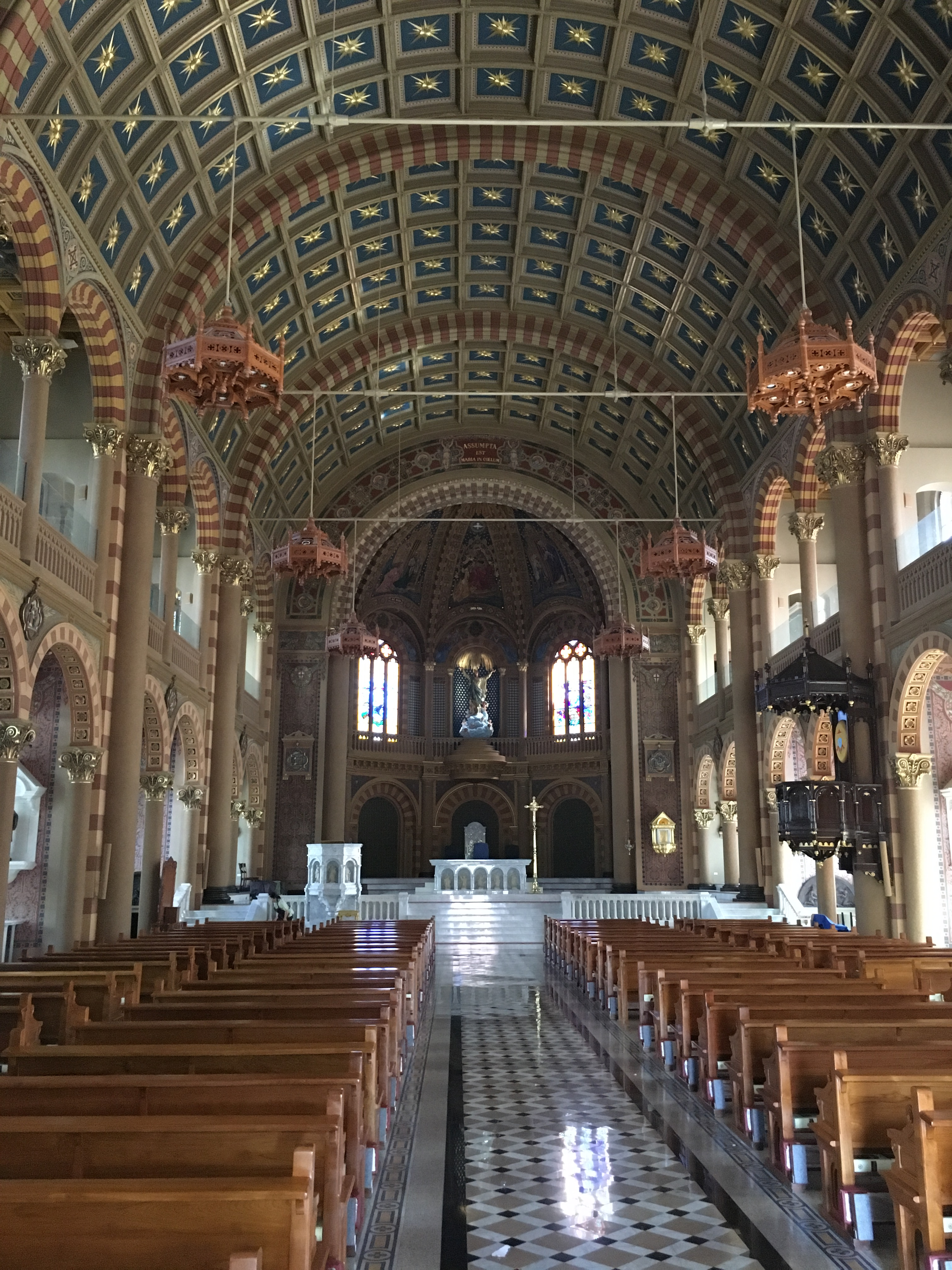
Intérieur de la cathédrale.

La cathédrale de l'Assomption est visitée par deux papes au XXe siècle. Tout d'abord, en mai 1984, la cathédrale accueille le pape Jean-Paul II. Le 22 novembre 2019, le pape François visite la cathédrale lors de sa visite apostolique en Thaïlande. Il dirige la messe avec des jeunes catholiques de tout le pays,,.
La crypte sous le sanctuaire conserve les restes d'évêques et des missionnaires, dont celle du père Nicholas Boonkerd Kitbamrung proclamé martyr par le pape Jean-Paul II le 5 mars 2000 au Vatican. Ses reliques sont alors transférées au sanctuaire construit dans l'enceinte de l'église Saint-Pierre de Sampran, dans la province de Nakornprathom. Il reste encore un autel spécial qui lui est consacré sur le côté gauche de la cathédrale.